# Chester Carlson
Chester Carlson (ur. 8 lutego 1906 w Seattle, zm. 19 września 1968 w Nowym Jorku) – amerykański fizyk, wynalazca kserografii.

## Życiorys
Chester Carlson urodził się 8 lutego 1906 roku w Seattle. Pochodził z biednej rodziny mieszkającej w San Bernardino. Już jako 12-latek musiał pracować na utrzymanie domu, a wieku 14 lat został głównym żywicielem rodziny – ojciec był niepełnosprawny (chorował na artretyzm), a matka zmarła na gruźlicę, gdy miał 17 lat. Pomimo pracy nie przestał się uczyć, rozwijał w sobie zainteresowanie naukami ścisłymi. Był przekonany, że jedynie opracowanie istotnego wynalazku może mu pomóc w wyrwaniu się z biedy. Jako nastolatek pracował w drukarni, gdzie nabył niewielką prasę drukarską, na której drukował magazyn dla amatorów chemii.
Studiował fizykę na California Institute of Technology. Po ukończeniu studiów w roku 1930 długo nie mógł znaleźć pracy z powodu kryzysu gospodarczego, ale ostatecznie został inżynierem w Bell Telephone Company. Po utracie pracy zatrudnił się na krótko u prawnika patentowego, a następnie podjął pracę w departamencie patentowym przedsiębiorstwa elektrycznego P.R. Mallory Company z Nowego Jorku. Równocześnie rozpoczął wieczorowe studia prawnicze na New York Law School.
Borykając się z problemem kopiowania rysunków i schematów dołączanych do wniosków patentowych, Carlson rozpoczął w 1934 roku studia nad szybkim i wygodnym sposobem kopiowania, ale zamiast metod fotograficznych i chemicznych skupił się na metodzie elektrostatycznej. Swoją teorię opracował po czterech latach pracy. 8 września 1938 roku złożył wniosek patentowy na „fotografię elektronową” i 19 listopada 1940 roku został mu przyznany patent o numerze 2.221.776. Opracowaną technologią Carlson usiłował bezskutecznie zainteresować potencjalnych inwestorów, ale ponad 20 przedsiębiorstw odrzuciło jego ofertę. Sfrustrowany brakiem pozytywnej odpowiedzi wyposażył małe laboratorium i zatrudnił do pomocy jednego fizyka, by opracować prototyp urządzenia. Dopiero w 1944 roku udało mu się przekonać Battelle Memorial Institute z Columbus w Ohio, niedochodową organizację badawczą, do dalszych prac rozwojowych. W 1947 roku działająca w Rochester Haloid Company (później Xerox Corporation) uzyskała od BMI prawa do technologii kserograficznej, a jedenaście lat później wprowadziła na rynek pierwszą kopiarkę biurową. Dzięki udziałom w Xerox Corporation Carlson stał się multimillionerem.
Zmarł 19 września 1968 roku w Nowym Jorku.